# Jesse William Lazear
Jesse William Lazear est un médecin américain, né le 2 mai 1866 à Baltimore et mort le 26 septembre 1900 à Quemados à Cuba à la suite de l'exposition volontaire à la fièvre jaune dont les mécanismes de transmission était débattus à l'époque.

## Biographie
Il est le fils de William et de Charlotte née Pettigrew. Il obtient son Bachelor of Arts en 1889 à l'université Johns-Hopkins et son Medical Doctorat en 1892 à l’école de médecine et de chirurgie de l’université Columbia. Il effectue sa spécialisation à Paris à l’Institut Pasteur. Il se marie en 1896 avec Mabel Houston dont il aura deux enfants.
Il est médecin à l’hôpital Johns-Hopkins de Baltimore en 1895. Il y commence l’étude du parasite responsable du paludisme. En 1900, il est chirurgien-assistant à Columbia Barracks (Quemados) pour l’armée américaine.
Lazear participe à la commission chargée d’étudier la transmission de la fièvre jaune qui comprend également Walter Reed (1851-1902), James Carroll (1854-1907) et Aristides Agramonte (1869-1931). Il se fait volontairement piquer par des moustiques contaminés par la fièvre jaune, développe la maladie et en décède peu après. Sa mort contribue à démontrer le mode de transmission de la fièvre jaune.